# Французский университет в Армении
Французский университет в Армении (фр. Université Française en Arménie, UFAR, арм. Հայաստանում ֆրանսիական համալսարան) — высшее учебное заведение в Ереване, основанное в 2000 году.

## История создания
Основой для создания университета стали договоры о армяно-французском сотрудничестве: 4 ноября 1995 года Армения и Франция подписали соглашение о культурном, научном и техническом сотрудничестве, а 23 ноября 1998 года был подписан протокол между Министерством образования и науки Армении и Посольством Франции в Армении.
Университет был создан в 2000 году под руководством фонда «Французский университет в Армении» при участии правительства Армении. Первые соглашения о сотрудничестве были подписаны 15 февраля 2001 года, в том числе и с университетом Жан Мулен Лион 3.

## Описание
Университет выдаёт два государственных диплома — армянского и французского образцов (бакалавра и магистра). Продолжительность учебы в бакалавриате — 4 года, так как армянские университеты находятся на переходном этапе присоединения к Болонскому процессу. В магистратуре продолжительность учебы — 2 года.
В ФУА действуют три факультета: юриспруденции, управления и маркетинга. Университет выдает дипломы бакалавра в области права, экономики и управления, а также дипломы магистра по специальностям международного предпринимательского права, маркетинга и торговли, финансов и контроля, а также по специальности «Культурная коммуникация, туризм и менеджмент».
В течение первых двух лет студенты, кроме общеобразовательных и специальных предметов проходят также интенсивный курс французского языка. Начиная с третьего курса, благодаря преподавателям университетов Жан Мулен Лион 3 и Тулуза 1 Капитоль, по меньшей мере 20 %, а в магистратуре около 50 % занятий проводятся на французском языке.
Университет имеет около 1000 студентов.
Преподавателем университета является Главный секретарь Министерства иностранных дел Армении. Председателем совета попечителей является секретарь Совета национальной безопасности Армении, один из основателей университета.
Согласно Уставу, ректором и главным секретарем должны быть граждане Франции. Начиная с 2009 года по решению Министерства внешних и европейских дел Франции, в университете работает также международный волонтер.

## Членство в международных организациях
Университет сотрудничает с организацией Европейский фонд развития менеджмента, которая дает аккредитацию учреждениям, обучающим специалистов в сфере менеджмента. Университет является членом университетского агентства франкофонии (AUF), а также сети франкоговорящих университетов, сторонников стабильного развития, сгруппировавшихся вокруг кафедры ЮНЕСКО.